# Cortinarius testaceoviolascens
Cortinarius testaceoviolascens är en svampart som beskrevs av Bidaud & Reumaux 2000. Cortinarius testaceoviolascens ingår i släktet Cortinarius och familjen spindlingar.   Inga underarter finns listade i Catalogue of Life.